# Katedrála svatého Ruperta a Virgila
Katedrála svatých Ruperta a Virgila čili Salcburský dóm (německy Kathedrale der Heiligen Rupert und Virgil nebo Salzburger Dom) je katedrála v rakouském Salcburku, hlavní kostel katolické salcburské arcidiecéze a nejvýznamnější sakrální stavba města. Je zasvěcena sv. Rupertovi Salcburskému a Virgilovi. Architektem byl Ital Santino Solari a nádherná fasáda a mohutná kupole dómu vykazují typické znaky raného baroka.

## Dějiny chrámu
Historie jeho vzniku a vývoje je těsně spjata s narůstající mocí duchovních vládců Salcburska. Na místě dnešní katedrály byl první kostel postaven biskupem Virgilem ve druhé polovině 8. st. Na konci 12. st. byl nahrazen obrovskou románskou stavbou, což byla pětilodní bazilika a měl to být největší románský kostel mimo území Itálie. Bohužel tato stavba byla 11. prosince 1598 z velké části zničena požárem. Arcibiskup Markus Sittikus pověřil svého italského stavitele a architekta Santina Solariho stavbou nového chrámu. Solari sloučil raně barokní styl s prvky staré římské architektury, a tak vznikl první raně barokní chrám na severní straně Alp.
Dne 25. září 1628, uprostřed válečné vřavy třicetileté války, byl chrám slavnostně vysvěcen arcibiskupem Paridem Lodronem. Slavnost vysvěcení chrámu byla největší a nejmonumentálnější, jakou kdy Salcburk zažil. V 50. letech 17. st. bylo dokončeno i západní průčelí stavbou nárožních věží. V roce 1944 byla při jednom z náletů na Salcburk, který byl baštou nacismu, zničena kupole chrámu a část oltáře. Po několika letech stavebních prací byl chrám obnoven ve své bývalé kráse a v roce 1959 nově vysvěcen.

## Exteriér
Salcburská katedrála je první kostel severně od Alp, který přesně odpovídá italským barokním vzorům. Architekt Solari přijel do Salcburku z Říma, odkud čerpal inspiraci zejména z kostela Il Gesù (kupole) a baziliky sv. Petra (zaoblené závěry transeptu). Kupole vysoká 72 m spolu s věžemi, které jsou ještě o 7 m vyšší, dotváří charakteristickou siluetu Starého města.
Střední fasádě západního průčelí dominují tři vstupní arkády, oddělené mohutnými pilastry, před kterými jsou monumentální sochy sv. Petra a Pavla (uprostřed s atributy klíčů a meče) a patronů katedrály i města sv. Ruperta a sv. Virgila (po stranách s atributy sudem soli a modelem chrámu). Brány v arkádách nesou symboly víry, lásky a naděje (zleva). Nad dolní římsou jsou pak menší sochy čtyř evangelistů. Nad horní římsou je štít, ve kterém jsou dva erby. Lev v levém erbu byl erbovním zvířetem hraběte Parise z Lodronu, který byl arcibiskupem v letech 1619–1653, kozorožec v pravém erbu je pak symbol předchozího arcibiskupa Marka Sitticha, hraběte z Hohenemsu, který byl ve funkci hlavy arcidiecéze v letech 1612–19.
Tři letopočty na mřížích vstupních bran připomínají, že byl chrám ve své historii třikrát vysvěcen, a to v letech 774, 1628 a 1959.

## Interiér

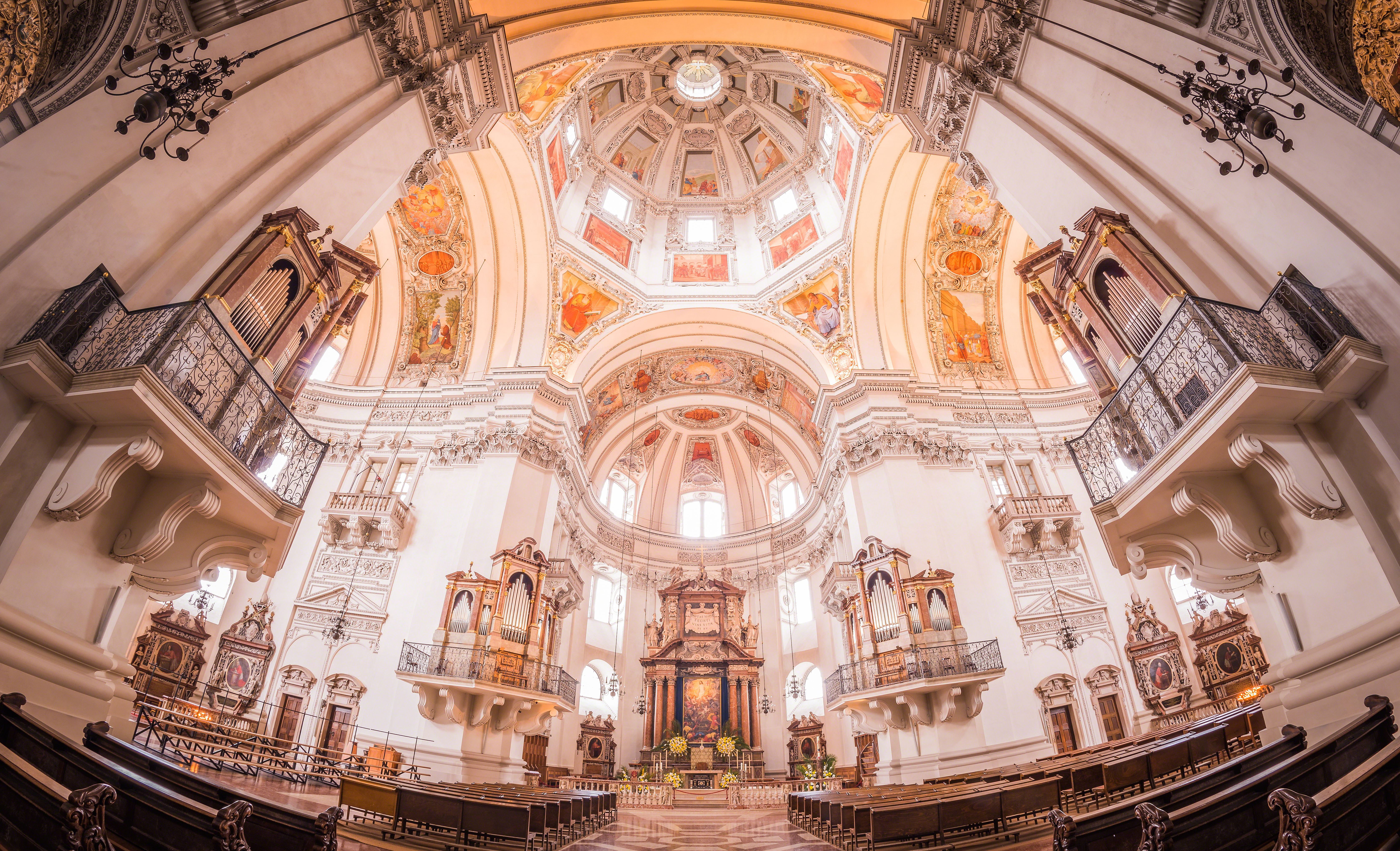
Interiér katedrály

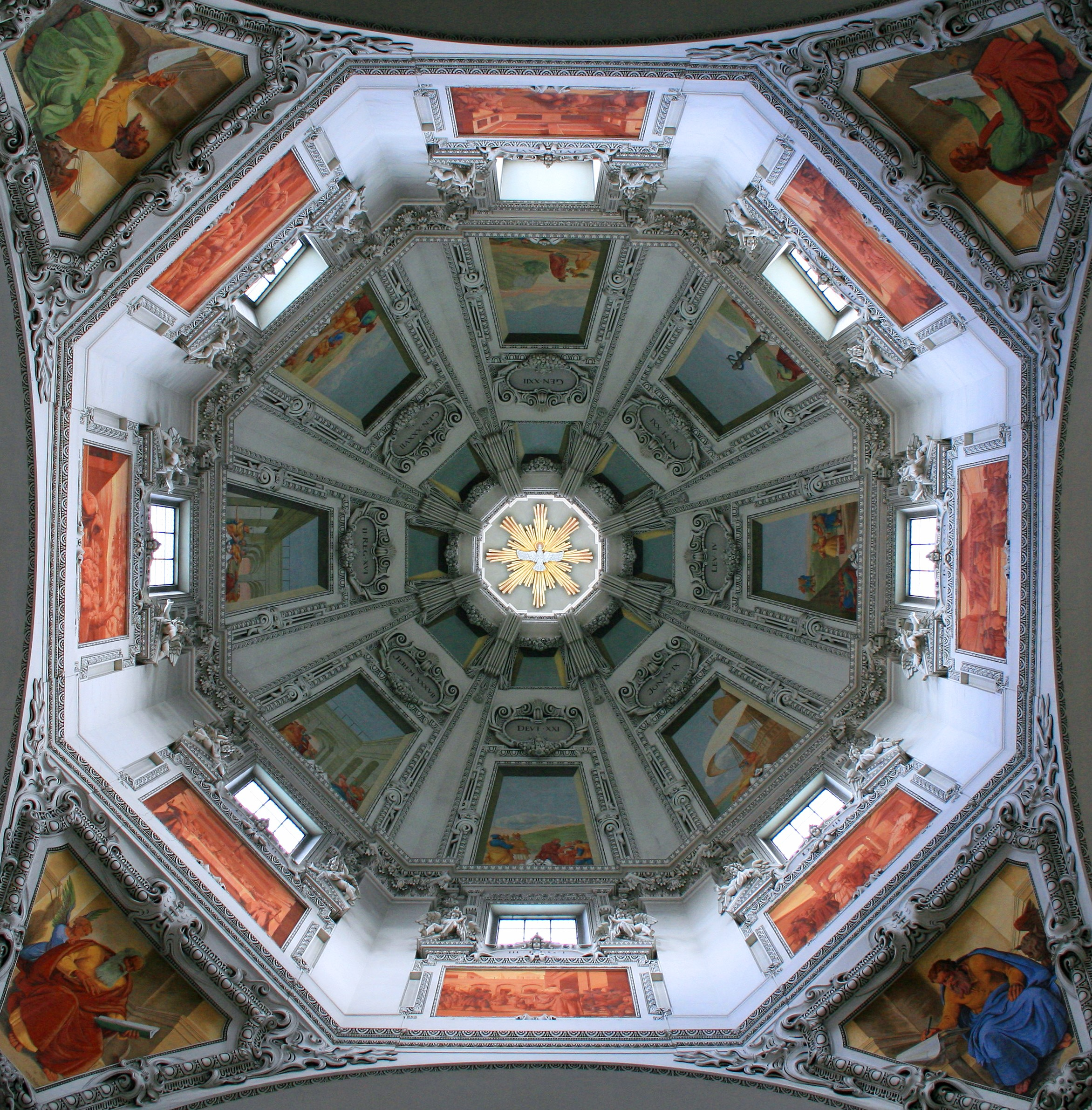
Vnitřní strana kupole katedrály

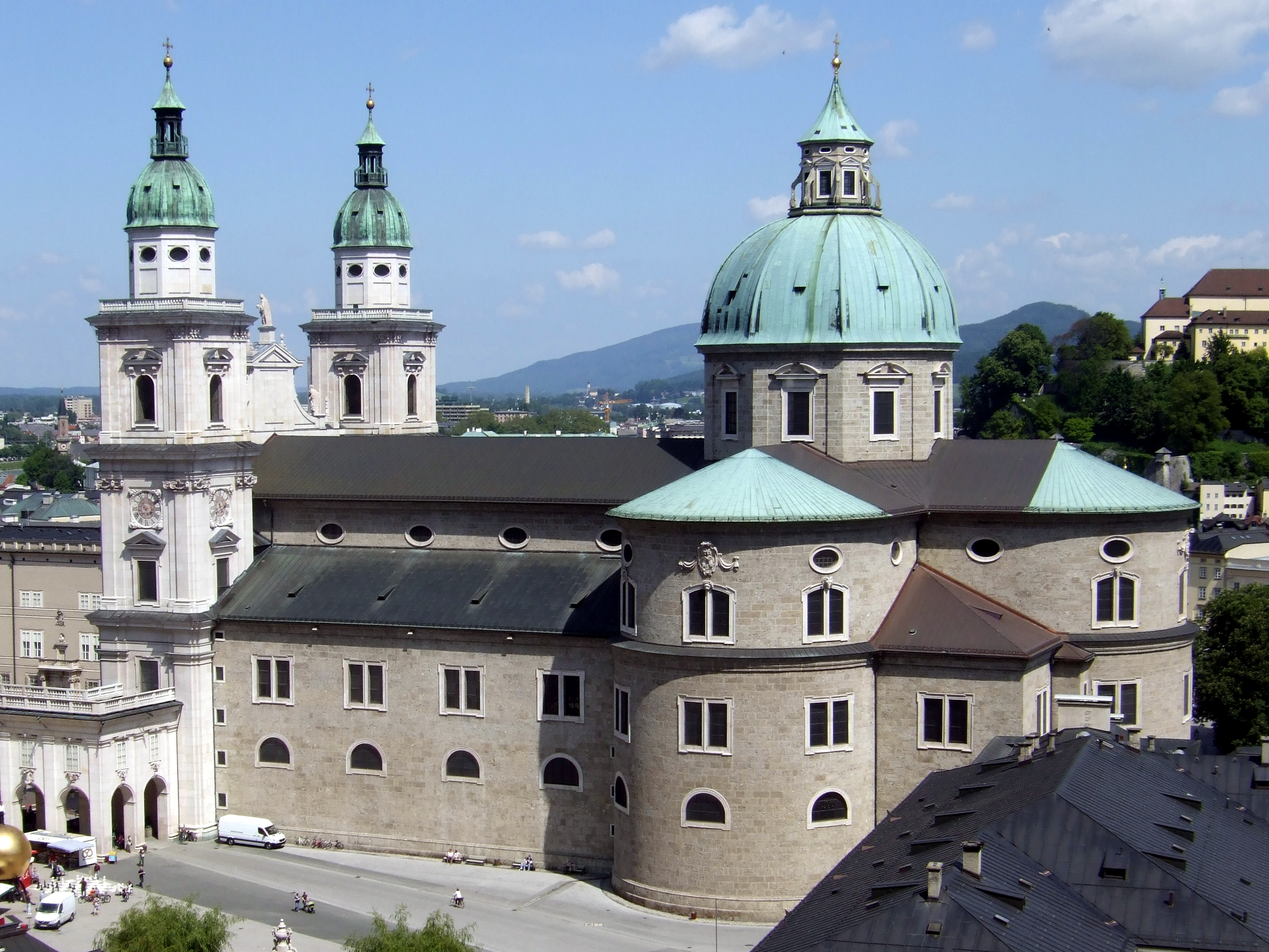
Katedrála od Festungsgasse

Interiér katedrály pojme až 10 tisíc lidí. Hlavní loď sama nemá žádná okna a přijímá jen malé množství světla z kaplí a oratoří, které mají několik oken. Hlavním zdrojem světla se tak stává chór a prostor transeptu. Hlavní malířská výzdoba – fresky a oltářní obraz, jsou dílem Donata Mascagniho. V pravém transeptu na prvním oltáři od presbytáře je obraz Karla Škréty. Zde je také vstup do krypty, kde je panteon salcburských biskupů. Je zde i hrobka sv. Virgila z 8. století. Z vybavení katedrály je nejstarší velká románská bronzová křtitelnice ulitá v roce 1311 mistrem Jindřichem. Spočívá na čtyřech ležících lvech z 12. st. a ukazuje na své spodní straně pod oblouky galerii biskupů. V této křtitelnici byl pokřtěn Wolfgang Amadeus Mozart (jako Joannes Chrysostomus Wolfgangus Theophilus) a najdete ji hned v první kapli nalevo od vchodu. Varhany jsou z roku 1703. Jednou z nejmladších součástí katedrály je kazatelna na pravé straně hlavní lodě z roku 1959.

## Hudba vsalcburské katedrále
Wolfgang Amadeus Mozart ve službách salcburských knížat-biskupů Ondřeje Jakuba z Ditrichštejna a později Zikmunda Kryštofa ze Schrattenbachu zkomponoval ve své funkci dvorního chrámového varhaníka několik mší a duchovní skladby určené právě pro tento chrám.